# Graham Smith
Graham Smith (n. 9 mai 1958, Edmonton, Alberta, Canada) este un înotător ce a reprezentat Canada, medaliat olimpic. A participat la o ediție a Jocurilor Olimpice (1976) în care a câștigat două medalii de argint.